# Гарагельський заповідник
Гараге́льський запові́дник (азерб. Qaragöl Dövlət Təbiət Qoruğu) — природний заповідник на південному заході Азербайджану. Створений 17 листопада 1987 року рішенням Ради Міністрів Азербайджанської Республіки як міжреспубліканський заповідник. Частина заповідника, яка перебувала у Вірменії, перетворена на Севлічський заказник. Гарагельський заповідник Азербайджану знаходиться під окупацією і там знищений режим заповідника. Гарагельський державний заповідник розташований на кордоні Лачинського і Горуського районів на висоті 2658 метрів над рівнем моря. Загальна площа заповідника 240 гектарів, сюди входять також водна акваторія озера Гарагель і ділянка завширшки 100 метрів, що розташований уздовж берега озера площею 64 гектара.
Озеро Гарагель розташоване на висоті 2658 м над рівнем моря в південній частині вулканічного гірського хребта Карабах, біля північного підніжжя (3548 м) гори Беюк Ішихли в районі витоку річки Агоглан, що є правою притокою річки Хакарі; з північного заходу воно обмежується горами Демірдаш і Ішихли, з півночі — горою Джангутаран (2790 м), а зі сходу оточене низькою моренною грядою. Це озеро є реліктовим джерелом води, що нагадує згаслий вулканічний кратер. З стратиграфичної точки зору район Гарагель знаходиться всередині пліозенових старих гірських порід.
Протяжність озера 1950 м, максимальна ширина 1250 м, протяжність берегової лінії 5500 м, максимальна глибина 7,8 м, площа водної поверхні 13 км². За підрахунками обсяг води озера становить 10 млн м³. Прозорість води озера — 4,6 м. Поверхня дна озера поблизу берега складається з каменів різних розмірів. У напрямку до центру розмір каменів (порід) зменшується і, нарешті, в центральній частині складається з дрібних грануляційних відкладень.
З другої половини жовтня до кінця квітня поверхня озера покрита льодом. На відстані 20-25 метрів від берега до центру товщина льоду становить понад 50 см. Товщина снігу ж тут доходить до 40-45 см.
У заповіднику є 102 види і підвиди рослин, що відносяться до 68 родів і 27 родин.
Вода в озері завжди була дуже чистою і прозорою, що обумовлюється відсутністю припливу вод, тому народ почитав озеро священним місцем для поклоніння.
Будівництво тваринницьких ферм в 1964 році на вірменському березі озера, будівництво потужних насосних станцій та використання води озера для поливу посівних площ в Горуському районі призвело до його забруднення і зниження рівня води в ньому. Безконтрольне інтенсивне використання води озера в даний час може привести до непоправних наслідків.